# Association pour le dialogue germano-turc
 (février 2018).
L'Association pour le dialogue germano-turc (en allemand Dialog e.V) est une association caritative allemande, qui a été fondée en 2000 et dont le siège se trouve à Duisbourg. Cette association s'engage particulièrement pour une amélioration de la vie commune entre les Turcs et les Allemands et encourage la vie interculturelle en Allemagne.
L'association est également devenue une maison d'édition de 2008 à 2013, publiant des livres en allemand et en turc sous le nom de Dialog Edition. Depuis 2014, la maison d'édition agit désormais de manière indépendante, sous le nom de Verlag Dialog-Edition Istanbul-Duisburg.

## L'association

### Objectifs et devoirs
Les objectifs et les devoirs de l'association Dialog e.V sont la promotion de la vie interculturelle en Allemagne et des relations culturelles, sociales et économiques entre l'Allemagne et la Turquie.
L'association pour le dialogue germano-turc s'est fixée les objectifs suivants :
- L'amélioration de la cohabitation entre les Turcs et les Allemands
- La promotion du dialogue interculturel dans un sens démocratique et tolérant
- L'implication des citoyens turcs de la deuxième et troisième génération en Allemagne.
- L'influence des activités culturelles, scientifiques et économiques sur les liens plus étroits entre les deux pays
- Ouverture vis-à-vis des sujets inconfortables et des discussions controversées
- Mise en place de solutions aux problèmes éventuels

### Développement et activités
L'association Dialog e.V a été fondée en avril  2000 à Duisbourg. Parmi les cofondateurs, on trouve le bibliothécaire et activiste interculturel Tayfun Demir et la journaliste, présentatrice de radio et écrivaine, Aslı Sevindim. Depuis la fondation de l'association, Dialog e.V, Tayfun Demir en est le président.  
L'association est à l'origine de la création du centre de culturel Alte Feuerwache à Duisbourg-Hochfeld. Cette ancienne caserne de pompiers a été transformée en centre culturel. Des productions théâtrales, des spectacles de cabaret et des concerts y ont lieu,. C'est dans ce centre culturel que  l'association a installé son siège après la rénovation du bâtiment historique et l'achèvement d'une extension en 2007. L'association profite donc des grands espaces et des salles de réception de ce lieu afin d'organiser ses propres événements. 
L'association est active dans toute la région de la Ruhr, ainsi que dans toute la Rhénanie- du-Nord-Westphalie et aussi en Turquie et elle organise des grands évènements interculturels comme des festivals, des concerts, des expositions d'art, des conférences littéraires, des ateliers et des séminaires. Elle participe également à des forums interculturels et à des programmes d'éducation, comme par exemple l'organisation de voyages pour les études en Turquie.

### Projets
- 2001: Lingua Franca, rencontre d'auteurs de différentes origines mais qui écrivent tous en allemand.
- Depuis 2005: Participation au projet « Baglama pour tout le monde  ».Le Baglama est considéré comme l'un des instruments à cordes le plus populaire de Turquie. Ce projet consiste à offrir une éducation interculturelle pour tous les participants. 17 écoles de musiques municipales sont impliquées dans les grands villes de Rhénanie-du-Nord-Westphalie, et ces participants ont la chance d'apprendre à jouer du Baglama. Ce projet vise à donner aux gens une nouvelle voie, à contribuer à l'intégration de certaines cultures et par-dessus tout, ce projet est destiné à être une rencontre orientée sur l'action et sur la vie réelle[7].
- 2005: Présentation de l'exposition de caricatures de l'association d'Essen Exile Kulturkoordination[8].
- 2005: Festival Melez: Festival d'art et de culture germano-turque à Bochum[9]
- «Literatur aus Deutschlands Nischen», une exposition et aussi un projet internet sur la littérature turque et turco-allemande, réalisée en deux parties.

## Dialog Edition

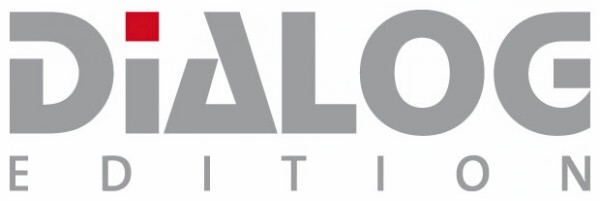
Logo de la maison d'édition Dialog Edition

Pour contribuer au dialogue interculturel, l'association a publié une série de livres en allemand et d'autres en turc sous l'édition Dialog Edition. Jusqu'en 2013, deux livres de non-fiction et quatre œuvres littéraires ont été publiées, dont un roman publié en 1999 par Fakir Baykurt, un auteur turc, et deux volumes de poésie de Lütfiye Güzel, poète allemande d'origine turque. Mais certains livres publiés par Dialog Edition ont du être réecrits et certaines œuvres ont été critiquées. Les livres publiés par Dialog Edition depuis 2013 sont conservés dans de nombreuses bibliothèques scientifiques en Allemagne et à l'étranger. Deux des ouvrages édités par Fakir Baykurt et publiés par Dialog Edition en 2008, ont été inclus dans l'exposition internationale Books on Turquey à la foire du livre de Francfort 2008.      
Jusqu'en 2013, tous ces livres ont été publiés par Dialog Edition :
- Tayfun Demir (Hrsg.): Türkische Literatur in deutscher Sprache (Littérature turque en allemand)
- Tayfun Demir (Hrsg.): Türkischdeutsche Literatur. Chronik literarischer Wanderungen. (Littérature turque allemande. Chronique des promenades littéraires)
- Fakir Baykurt (Hrsg.): Das Gesprochene verfliegt, das Geschriebene bleibt. (le mot parlé disparait, l'écriture reste)
- Fakir Baykurt: Halbes Brot (demi pain)
- Lütfiye Güzel: Herz-Terroristin. Gedichte. (Terroriste du cœur. Poèmes.)
- Lütfiye Güzel: Let’s go Güzel! Kurzgeschichten & Gedichte ( Allons y Güzel! Nouvelles et poèmes)